# UTC-0:44
UTC-0:44 — часовий пояс, використовувався в Ліберії до 1 травня 1972. Цей пояс називався Головний час Монровії (англ. Monrovia Mean Time) або Ліберійський час (англ. Liberian Time). Фактично різниця цього поясу від UTC становила −0год 43хв 08с, допоки 1 березня 1919 не був прийнятий стандарт UTC-0:44. З 1972 Ліберія використовує UTC+0.